# John Bunny
Pour les articles homonymes, voir Bunny.
John Bunny est un acteur américain du cinéma muet, né le 21 septembre 1863 à New York aux États-Unis et mort le 26 avril 1915 à New Rochelle dans l'État de New York.

## Biographie
Ayant débuté au théâtre, il fit ses débuts à la Vitagraph en 1909. Reconnaissable à sa corpulence et à sa physionomie expressive, il joua dans des comédies et devint rapidement populaire. Dans beaucoup de films, il est associé à l'actrice maigre de comédie Flora Finch.

## Filmographie
- 1909 : Cohen's Dream (it) de George D. Baker : Cohen
- 1909 : Cohen at Coney Island (it) de George D. Baker : Cohen
- 1910 : Davy Jones and Captain Bragg de George D. Baker : Captain Bragg
- 1910 : Captain Barnacle's Chaperone : Captain Barnacle
- 1911 : A Queen for a Day : Bridget McSweeney
- 1911 : Teaching McFadden to Waltz (it) : McFadden
- 1911 : Her Crowning Glory (en) de Laurence Trimble : Mortimer
- 1912 : A Cure for Pokeritis de Laurence Trimble : George Brown

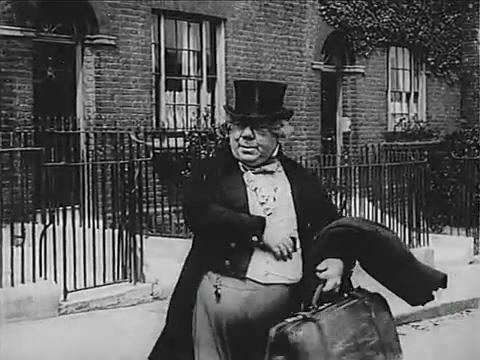
Dans The Pickwick Papers (1913)

- 1912 : Michael McShane, Matchmaker (it) de Laurence Trimble : Michael McShane
- 1913 : Seeing Double (en) de Wilfrid North : Binks
- 1913 : Flaming Hearts de George D. Baker : Jonathan Whippletree
- 1913 : The Pickwick Papers de Laurence Trimble : Mr Pickwick
- 1914 : Love's Old Dream (it) de George D. Baker : Professor Simon Sweet
- 1914 : Setting the Style de George D. Baker : Mr. Finnegan
- 1915 : The Jarrs Visit Arcadia de Harry Davenport